# The Windmills of Your Mind
Pistes de Michel Legrand chante Les Moulins De Mon Cœur
L'âme sœur à l'hameçon Si tu veux penser à moi
The Windmills of Your Mind est une chanson extraite de la bande originale du film de 1968 L'Affaire Thomas Crown, inspirée de l'andante de la symphonie concertante pour violon et alto K 364 de Mozart. Elle reçut le Golden Globe de la meilleure chanson originale et l'Oscar de la meilleure chanson originale en 1969.
Cette chanson américaine composée par le compositeur français Michel Legrand sur des paroles d'Alan et Marilyn Bergman, a pour interprète d'origine Noel Harrison.
Une version française, intitulée Les Moulins de mon cœur, a été écrite sur des paroles d'Eddy Marnay et chantée par Michel Legrand lui-même en 1969.

## Reprises
La chanson a été reprise par de nombreux artistes, aussi bien en anglais qu'en français ou dans d'autre langues, dont Dusty Springfield : sa version fut classée no 31 au Billboard Hot 100 et no 3 au Billboard Magazine Hot Adult Contemporary Tracks en 1969.
Il existe d'autres interprétations, dont celles de Vassilikos, Sharleen Spiteri, Petula Clark, Elaine Paige, Barbra Streisand, Dorothy Ashby, José Feliciano, Hiba Tawaji, Sting, Jason Kouchak, Val Doonican, Terry Hall, Sally Ann Marsh, Farhad Mehrad, Alison Moyet, Swing Out Sister, Edward Woodward, Kiri Te Kanawa, All Angels, Tina Arena, Dianne Reeves, Parenthetical Girls, Phrase, Take 6, Meck, Earl Grant, Vanilla Fudge, Eva Mendes, George Benson ou Petra Haden. Sans oublier celle de Barbara Lewis.

## Autres versions

### Version française
Une version française, intitulée Les Moulins de mon cœur, a été écrite sur des paroles d'Eddy Marnay.
Cette version a été interprétée entre autres par Michel Legrand lui-même, Alain Delon, Nana Mouskouri, Frida Boccara, Sylvie Vartan, Jeanne Mas, Jason Kouchak, Grégory Lemarchal et Lucie Bernardoni (en duo), Natalie Dessay, Julia Migenes, Didier Barbelivien, Corinne Hermès, Amaury Vassili, Dany Brillant, Claude François, Noëlle Cordier, Mireille Mathieu, Marcel Amont, Kathleen Fortin (en a capella dans la scène d'ouverture du film Tom à la ferme), Camille Bertault (sur album Cinematic de Kyle Eastwood), Jean-Jacques de Launay (sur l'album The French Melodies), ainsi que Caterina Valente (qui l'interprétera régulièrement en français ou en anglais dans ses concerts) et Charles Aznavour (sur l'album Michel Legrand & ses amis, 2015). Juliette Armanet la reprend lors de la cérémonie d'ouverture du festival de Cannes 2018. Flora, candidate de The Voice, l'interprète en mars 2024. Elle a également été reprise par Coline Rio en 2023.

### Versions en arabe
Le poète et musicien Mansour Rahbani a adapté les paroles en arabe : la Libanaise Hiba Tawaji est ainsi l'une des interprètes de La Bidayi Wla Nihayi.
La romancière et chanteuse Wafa Ghorbel a interprété la chanson après avoir adapté les paroles en arabe littéraire (arabe standard moderne).

### Version instrumentale
Une version instrumentale a été arrangée par Henry Mancini. Cette version a été la chanson thème de l'émission radio de la Rai (Radio Télévision Italienne) "L'uomo della notte" ("L'homme de la nuit").